# Аллан Октавіан Юм
Аллан Октавіан Г'юм (англ. Allan Octavian Hume, 6 червня 1829 — 31 липня 1912) — британський чиновник, син Джозефа Г'юма, політичний реформатор. Разом з сером Вільямом Веддербурном, він був засновником Індійського Національного Конгресу. Також, завдяки своїм науковим працям, він відомий як батько індійської орнітології.

## Описані види
- Gyps himalayensis (1869);
- Podoces hendersoni (1871);
- Buteo burmanicus (1875);
- Ardea insignis (1878).